# تراکتور

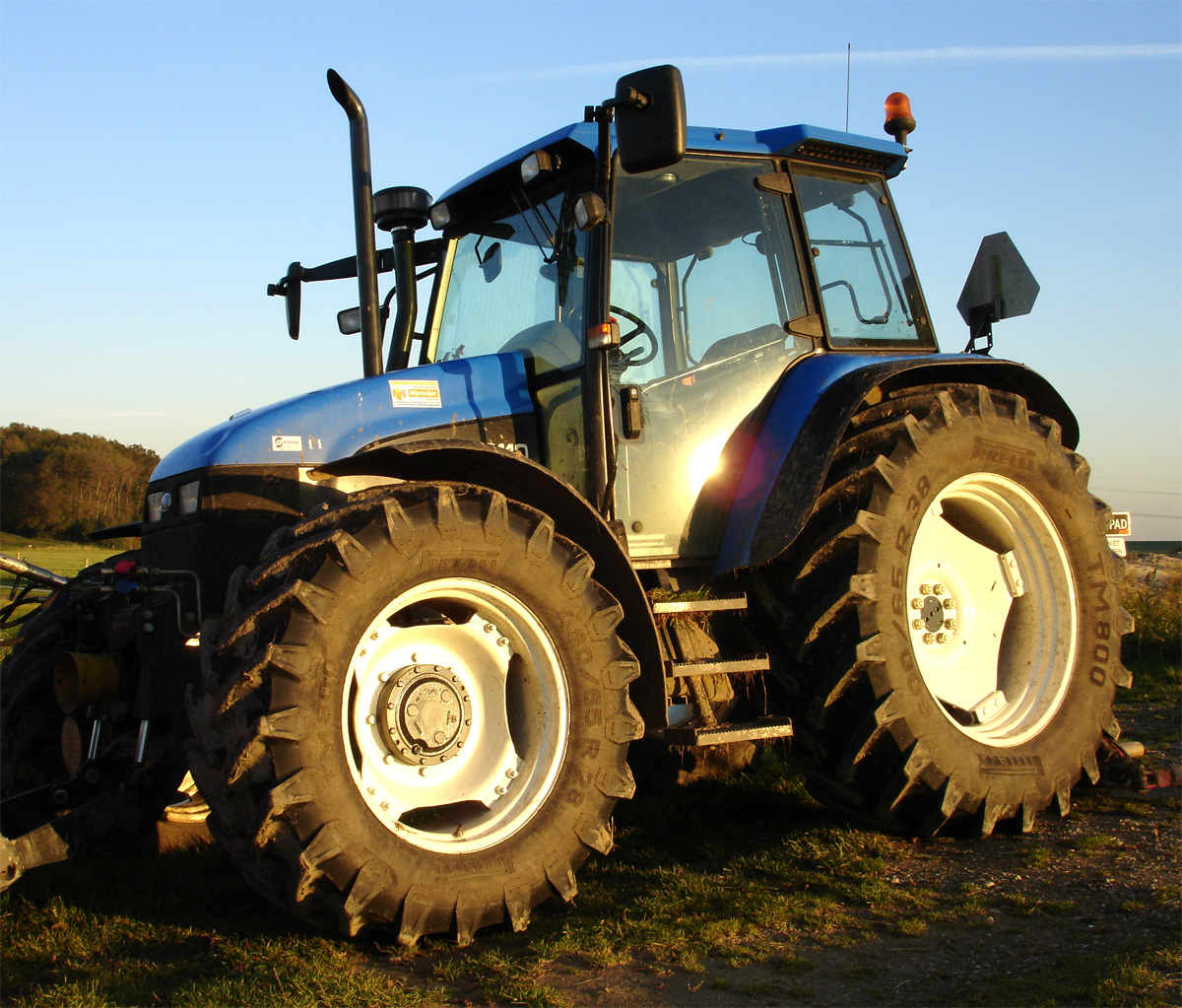

موتور بخار

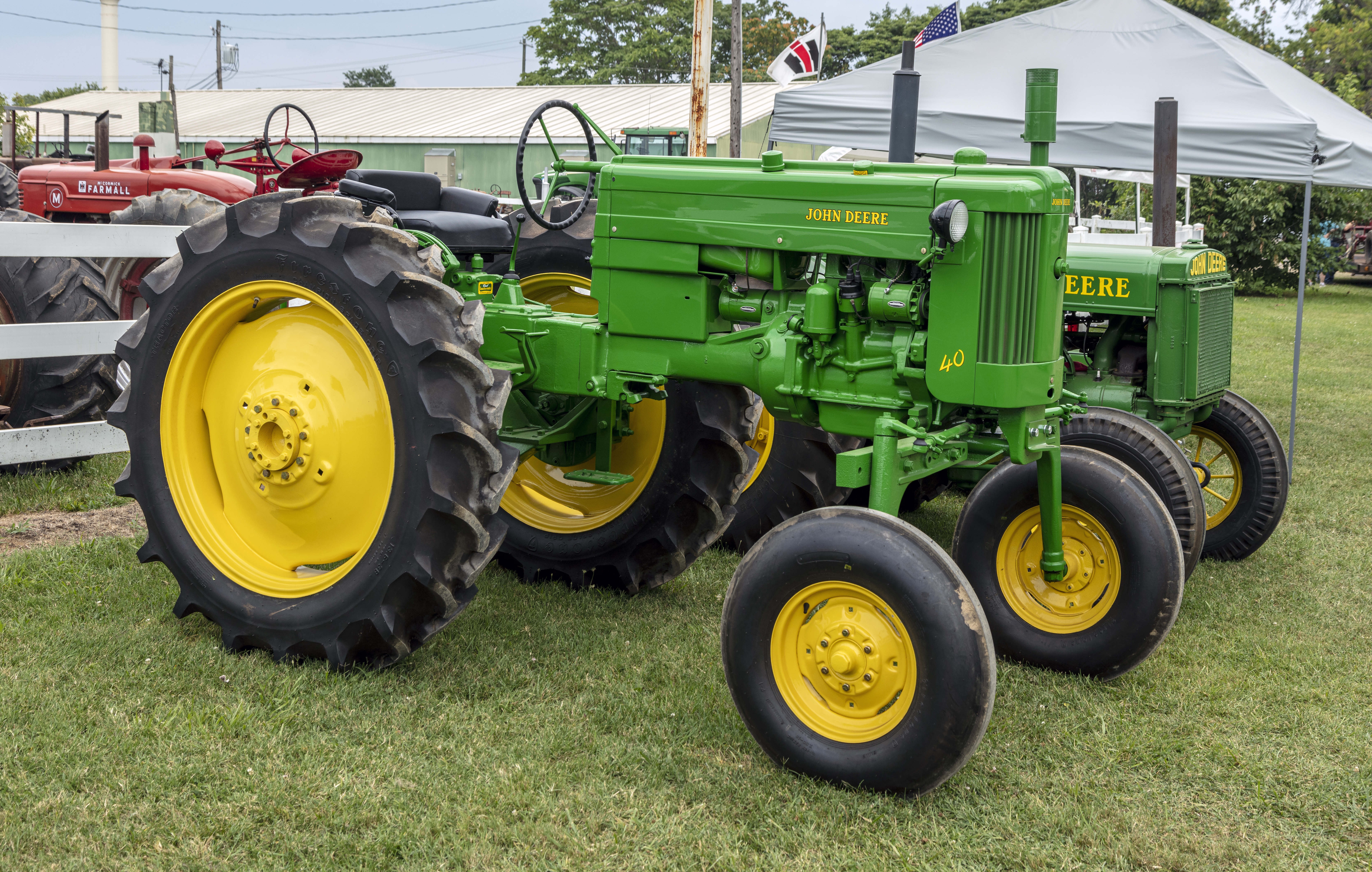
تراکتور جاندیر

تراکتور (به انگلیسی: Tractor) یکی از قدیمی‌ترین ماشین‌های مولد نیرو است که در کارهای کشاورزی به کار گرفته شده‌است.
روز به روز، ساختمان این خودرو تکمیل‌تر می‌شود.
قدرت کار تمام تراکتورها با هم برابر نیست. امروزه متناسب با هر کاری، تراکتور ویژه آن ساخته شده‌است.
تراکتور از متداول‌ترین ماشین‌های کشاورزی است.
در تمام نقاط دنیا کم و بیش از این خودرو استفاده می‌شود.

## ریشه واژه
تراکتور (به فرانسوی: Tracteur) به معنی «کشنده» می‌باشد. این واژه اسم فاعل ساخته شده از واژه(به لاتین: Tratiox) به معنی کشش است. این کلمه به ماشین‌هایی گفته می‌شود که جهت کشیدن یک بار یا یک وسیله بکار می‌روند. در واقع تراکتور وسیله‌ای است که برای تأمین قدرت مورد نیاز جهت کشیدن وسایل و تجهیزات مورد استفاده قرار می‌گیرد.

## پیشینه
پیدایش ماشین‌های کشش (تراکتورها) به شکل امروزی در حدود ۱۵۰ سال قبل آغاز شد. نمونه‌های اولیه تراکتورها در واقع گاوآهن‌هایی بودند که به موتور بخار مجهز شده بودند. بعدها نمونهٔ امروزی تراکتورها که با موتور بخار کار می‌کردند به وجود آمدند. این موتور بخار برای آنکه کار کند به مقادیر زیادی آب یا زغال سنگ نیاز داشت؛ بنابراین این تراکتورهای اولیه بسیار بزرگ بودند و نیاز به مراقبت و نگهداری زیادی داشتند به‌طوری‌که گاهی برای به حرکت درآوردن و استفاده از یک تراکتور موتور بخاری به ۱۵ نفر کارگر نیاز بود. این مدل‌های اولیه تراکتور دارای چرخهای بسیار بزرگ فلزی بودند که می‌توانستند وزن بسیار زیاد تراکتور را تحمل نمایند. البته فلزی بودن چرخهای تراکتور باعث کاهش سرعت ماشین می‌شد. با این حال این تراکتورها تا اوایل قرن ۲۰ میلادی متداول و مرسوم بودند.
در سال ۱۸۹۲ جان فرولیخ John Froelich اولین تراکتور مجهز به موتور بنزینی را تولید کرد. موتور این تراکتور یک موتور تک سیلندر بود که با بنزین کار می‌کرد و قدرت تولید شده در این موتور توسط گیربکس ساخته شده بوسیلهٔ خود او به چرخ‌ها منتقل می‌شد. دستاوردهای فرولیخ مورد استقبال واقع نشد و تجارت او در سال ۱۸۹۵ با افول مواجه شد.
پس از شکست فرولیخ، چارلز هارت Charles W. Hart و چارلز پار Charles H. Parr موتور ۲ سیلندر بنزینی را بهبود بخشیده و تجارت خود را در چارلز سیتی پایه‌ریزی کردند. در سال ۱۹۰۳، کارخانهٔ این دو موفق به ساخت ۱۵ دستگاه تراکتور گردید. این تراکتورها ۶۳۵۰ کیلوگرم وزن داشتند و موتور ۲ سیلندر این تراکتورها در بهترین حالت ۴۸ اسب بخار قدرت تولید می‌کرد.
در حالی که تراکتورهای دیزل در ابتدا چندان محبوب نبودند، اما در سال ۱۹۱۰ با کم حجم تر شدن، استفبال از این تراکتورها بیشتر و بیشتر گردید تا جایی که در سال ۱۹۲۳ تراکتورهای فوردسن ساخت شرکت فورد توانستند ۷۷٪ بازار آمریکا را تسخیر کنند.

## ساختمان تراکتور
تراکتورها را می‌توان به چهار دستهٔ کلی دو چرخ متحرک، دو چرخ متحرک مجهز به پولوس قفل کن، چهار چرخ متحرک و چرخ زنجیری تقسیم کرد.
شکل کلی تراکتورها بدین صورت است که دو چرخ پهن و بلند بر روی محور عقب و دو چرخ کوتاه و باریک بر روی محور جلو نصب می‌شوند و موتور در جلوی کابین راننده قرار دارد. این ساختار از زمان شکل‌گیری تراکتورها تاکنون به همین صورت بوده‌است. امروزه از اتاقک‌هایی جهت تأمین راحتی و ایمنی راننده استفاده می‌شود. در مناطقی مانند درهٔ مرکزی کالیفرنیا که اکثر زمین‌ها شنی هستند، تراکتورهای چرخ زنجیری از محبوبیت بیشتری برخوردار بوده و هستند؛ چرا که به دلیل وجود چرخ‌های زنجیری عمل کشش و شناوری بهتر صورت می‌گیرد. مانوردهی به این‌گونه تراکتورها توسط کلاچ صورت می‌گیرد، بدین صورت که در زمان چرخیدن به سمت راست، کلاچ، انتقال قدرت به چرخ زنجیری سمت راست را قطع کرده و موجب چرخیدن تراکتور می‌شود.
تراکتورهای چهار چرخ متحرک در دهه ۶۰ میلادی پا به عرصه گذاشتند. اکثر تراکتورهای چهار چرخ متحرک دارای دو چرخ بزرگ و دو چرخ کوچک هستند، امّا برخی از آن‌ها به چهار چرخ بزرگ مجهز هستند. تراکتورهای بزرگ معمولاً کمرشکن هستند. این بدان معنی است که هنگام فرمان‌پذیری و مانور، قسمت جلویی تراکتور که شامل موتور و چرخ‌های جلویی می‌باشد، چرخیده و قسمت انتهایی که شامل چرخ‌های عقب و کابین راننده می‌باشد، ثابت باقی می‌ماند.
امروزه تراکتورهای شنی دار (تراکتورهایی با چرخ زنجیری پلاستیکی) مجهز به سیستم انتقال قدرت هیدرولیکی، محبوبیت بالایی در برخی از کشورها پیدا کرده‌اند و به هیچ وجه دور از انتظار نیست که تا چند سال آینده جایگزین سایر تراکتورها شوند.

## موتور و سوخت
همان‌طور که اشاره شد، اجداد تراکتورها از موتور بخار برای تولید قدرت استفاده می‌کردند، تا اوایل قرن ۲۰ میلادی که موتورهای احتراق داخلی گزینهٔ بهتری نسبت به موتور بخار به نظر می‌رسید. از سال ۱۹۰۰ تا ۱۹۶۰ میلادی، سوخت اکثر تراکتورها بنزین بود؛ البته در برخی از تراکتورها از نفت سفید یا اتانول نیز استفاده می‌شد. معمولاً در یک موتور می‌توان از تمامی این سوخت‌ها استفاده کرد، امّا بنزین گزینهٔ بهتری نسبت به بقیه است، مخصوصاً در زمان گرم شدن موتور. بیشتر تراکتورها دارای یک باک کمکی کوچک هستند که سوخت موجود در این باک کمکی زمان گرم شدن موتور مورد استفاده قرار می‌گیرد. در اواسط دهه ۶۰ میلادی، سوخت دیزل جایگزین همهٔ سوخت‌هایی که در آن روزها در تراکتورها استفاده می‌شدند، گردید و هنوز مورد استفاده قرار می‌گیرد.
گاز مایع (LPG) و پروپان هم از سوخت‌هایی هستند که مورد استفاده قرار می‌گیرند، که البته نگهداری از تراکتورهایی که با این سوخت‌ها کار می‌کنند، عمل دشواری است.

## انتقال قدرت
در اکثر تراکتورهای اولیه از گیربکس دستی استفاده می‌شد که ضرایب دندهٔ متفاوتی داشتند. این گیربکس‌ها معمولاً بین سه تا شش دنده داشتند که دنده‌های سبک‌تر برای سرعت‌های بالاتر و دنده‌های سنگین‌تر برای گشتاورهای بالا و در زمین‌های کشاورزی استفاده می‌شد. قدرت موتور از گیربکس مستقیم به چرخها نمی‌رسد و قبل از آن به کاهنده نهایی می‌رسد، کاهنده نهایی موجب کاهش دور و افزایش گشتاور می‌شود و در نتیجه قدرت کشش تراکتور بالاتر نیز می‌رود.

## اندازه‌ها
تراکتورهای کشاورزی دارای انواع گوناگونی می‌باشند.
اندازه آن‌ها از تراکتورهای دوچرخ کوچک گرفته که دارای ۱۰ اسب بخار قدرت می‌باشند. تا تراکتورهای بزرگ کمرشکن ۸ چرخ که دارای بیش از ۵۰۰ اسب بخار قدرت می‌باشند، تغییر می‌کند.
این گوناگونی و تنوع زیاد تراکتورها به خاطر گوناگونی و تنوع زیاد کارهایی است که به کمک این وسیله انجام می‌پذیرد.
بر این اساس تراکتورها را بر مبنای نحوه کاربرد طبقه‌بندی می‌کنند.
طبقه‌بندی تراکتورها:
- تراکتورهای همه‌کاره، معمولی
- تراکتور چرخ‌زنجیری
- تراکتور شاسی‌بلند
- تراکتور باغبانی
- تراکتور چمن زنی
- تراکتورهای حمل تنه درخت از جنگل
- تراکتورهای بارکن یا بیل مکانیکی
- تراکتور دستی، تیلر
- انواع تراکتورهای چهار چرخ محرک

این نوع تراکتور درچندین نوع مختلف در ایران می‌باشند که می‌توان از رایجترین آن‌ها از رومانی وفرگوسن و فیات وجاندیر .. نام برد.

## کاربرد
از تراکتور در بسیاری از کارهای کشاورزی مانند: شخم زدن، درو کردن، دندانه زدن، تسطیح، بذر افشانی، نرم کردن خاک، سم پاشی، بارکشی و… استفاده می‌شود.
برای بکارگیری و استفاده نیروی ایجاد شده توسط تراکتور یک سری پیش‌بینی‌ها در نحوه ساخت این وسیله انجام شده‌است.
در پشت این وسیله شفت PTO تعبیه شده‌است. این شفت علاوه بر یدک کشیدن گاوآهن یا دیسک، مانند گاردان وظیفه انتقال حرکت دورانی را نیز به عهده دارد که در برخی از ادوات کشاورزی، مانند روتوری‌ها استفاده می‌شود.
از تراکتورها برای کارهای دیگر نظیر حمل و نقل نیز استفاده می‌شود.
حتی اگر هیچ باری هم به تراکتور متصل نباشد، حداقل این وسیله می‌تواند خود راننده را جابجا کند.
کاربردهای تراکتور را می‌توان به صورت زیر برشمرد.
وسیله کشنده
در قسمت انتهایی بیشتر تراکتورها قسمتی برای کشش وسایل زراعی مانند تریلی‌ها وعمده وسایل دیگر که احتیاج به محور دورانی ندارند تعبیه شده‌است. بعضی از تراکتورهای مدرن در داخل و مخصوصاً خارج کشور فقط جنبهٔ کشنده دارند و در آن‌ها از هیدرولیک بالا بر و PTO و دیگر قسمت‌ها استفاده نشده‌است و برای حمل وسیله‌های غول پیکر کشاورزی طراحی شده‌اند.
تامین‌کننده حرکت دورانی
ادواتی مثل گاوآهنها، دیسک‌های سنگین و غیره به شفت PTO تراکتور متصل شده و بوسیله آن کشیده می‌شوند.برخی از ماشینهایی که به تراکتور وصل می‌شوند خود دارای قسمت‌های متحرک داخلی هستند که برای تأمین نیروی مورد نیاز آن‌ها به تراکتور متکی می‌باشند. مثل: کمباین‌های کششی، دروگرها و چاپرها
راه‌اندازی ماشینهای ثابت
گاهی برای تأمین توان مورد نیاز ماشینهای ثابت از قبیل آسیابها، پمپ‌های آبیاری، ژنراتورهای برق، خرمن‌کوب‌ها و غیره از تراکتور استفاده می‌شود.
استفاده به عنوان بیل مکانیکی یا جرثقیل
چنانچه تجهیزات لازم به یک تراکتور اضافه شود، می‌تواند به عنوان بیل مکانیکی، لودر یا جرثقیل از آن استفاده شود.